# Dębica (powiat kołobrzeski)
Dębica (niem. Damitz) – wieś w północno-zachodniej Polsce położona w województwie zachodniopomorskim, w powiecie kołobrzeskim, w gminie Rymań. Wieś jest siedzibą sołectwa Dębica, w skład którego wchodzi również miejscowość Strzebielewo.
Według danych z 4 września 2013 r. Dębica miała 245 mieszkańców.

## Położenie
Dębica leży przy drodze krajowej nr 6. Na północ od wsi znajduje się zalesiona Dębowa Góra, w pobliżu której płynie struga Lędówka. Dalej na północ znajduje się Jezioro Dębnickie.

## Historia
Nazwa miejscowości pochodzi od słowa dąb. Według prof. Ślaskiego pierwsze wzmianki o Dębicy (jako Dampfno) pojawiają się w 1282 r., gdy członkiem patrycjatu kołobrzeskiego był rycerz Alexander de Dampfno, pochodzący z Dębicy. Według M. Vollacka pierwsza pisana informacja o Dębicy to dokument biskupa kamieńskiego Konrada IV z 1321 roku, w którym pojawia się informacja o proboszczu Borghardzie z Dębicy - według historyka Dębicę założyli koloniści niemieccy, zaś wtedy istniała już parafia. Wieś pojawia się w 1618 r. na mapie Lubinusa jako Dames. W wieku XVIII w. Dębica, podzielona na części "A" i "B", posiadała różnych właścicieli. W wieku XIX majątek jednoczą w swoich rękach Manteuffelowie. Wieś, dzięki swemu położeniu przy jednym z ważniejszych traktów, rozwijała się w XIX i I połowie XX w. (w 1939 r. liczyła 411 osób). W 1900 r. zbudowano nową szkołę. W powiecie kołobrzesko-karlińskim osada wchodziła w skład zarówno okręgu (Amt), jak i parafii ewangelickiej w Drozdowie. Zajęta przez wojska radzieckie w marcu 1945 r., od tego czasu w granicach Polski. W latach 1950–1998 miejscowość administracyjnie należała do województwa koszalińskiego.

## Zabytki
- Kościół filialny pw. Oczyszczenia NMP, drewniany z przełomu XVI/XVII wieku, z wieżą drewnianą zwieńczoną blaszanym hełmem[7][8]. W środku znajdują się m.in. ołtarz z 1684 r. i ambona barokowa z XVIII w.[4]

## Oświata
W Dębicy znajduje się filia Szkoły Podstawowej im. Tadeusza Kościuszki w Rymaniu z oddziałem przedszkolnym.

## Wspólnoty religijne
Dębica wchodzi w skład parafii rzymskokatolickiej pw. św. Szczepana w Rymaniu, zaś dębicki kościół jest filią kościoła parafialnego w Rymaniu.

## Transport
We wsi znajduje się przystanek autobusowy, z którego można dojechać do Gościna, Kołobrzegu i Rymania.

## Osoby związane z Dębicą
- Władysław Ludwik Panas (1947-2005) - profesor KUL, ur. 28 marca 1947 r. w Dębicy.